# Nidularium rosulatum
Nidularium rosulatum är en gräsväxtart som beskrevs av Ernst Heinrich Georg Ule. Nidularium rosulatum ingår i släktet Nidularium och familjen Bromeliaceae. Inga underarter finns listade i Catalogue of Life.